# آندریاس هاینزه
آندریاس هاینزه (انگلیسی: Andreas Hinze؛ زادهٔ ۲۶ اکتبر ۱۹۵۹) بازیکن فوتبال اهل آلمان است.